# Soukanh Mahalath
Soukanh Mahalath (7 tháng 6 năm 1954-17 tháng 5 năm 2014) là một chính trị gia người Lào và đảng viên Đảng Nhân dân Cách mạng Lào. Mahalath là Thị trưởng của Viêng Chăn, thành phố thủ đô của Lào, cho đến khi ông qua đời tháng năm 2014. Ông đã từng nắm giữ các vị trí Bộ trưởng Bộ Tài chính từ năm 2001 đến năm 2003 và thống đốc của Ngân hàng của Lào từ năm 1999 đến năm 2001.
Soukanh Mahalath thiệt mạng trong vụ rơi máy bay An-74 của Lực lượng Không quân Giải phóng Nhân dân Lào vào ngày 17 tháng 5 năm 2014.